# Neosantalus bezdeki
Neosantalus bezdeki är en skalbaggsart som beskrevs av Gomy, Penati och Vienna 2007. Neosantalus bezdeki ingår i släktet Neosantalus och familjen stumpbaggar. Inga underarter finns listade i Catalogue of Life.